# 利伯蒂鎮區 (內布拉斯加州菲爾莫爾縣)
利伯蒂鎮區（英語：Liberty Township）是位於美國內布拉斯加州菲爾莫爾縣的一個行政鎮區。

## 地方資料
利伯蒂鎮區的面積為93.71平方千米，皆為陸地。根據2020年美國人口普查的數據，當地共有人口94人，而人口密度為每平方千米1人。